# جائزة ماليزيا الكبرى

جائزة ماليزيا الكبرى هو سباق للسيارات يقام سنويا في ماليزيا منذ عام 1962. ويعتبر أحد جولات بطولة العالم للفورمولا واحد  منذ عام 1999، ويقام حاليا على حلبة سيبانغ الدولية في سيبانغ.
يعود تاريخ الجائزة الكبرى لعام 1962 لسباقات سيارات سلسلة الفورمولا 2 الذي عقد على حلبة طريق طومسون في سنغافورة عندما كانت سنغافورة جزءا من الاتحاد الماليزي حتى عام 1965. وبعد انفصال سنغافورة عن الاتحاد في عام 1965، تواصلت منافسات السباق حتى عام 1973.
بين رحيل سنغافورة من الاتحاد الماليزي إلى أن تم افتتاح حلبة سيبانغ استضافت الجائزة عددا من بطولات السباق الأخرى على حلبة شاه علام الخاصة بين 1968 حتي 1995، بما في ذلك سلسلة تاسمان (1968-1972)، فورمولا باسيفيك (1973 -1974، 1978-1982)، فورمولا أتلانتيك (1975)، فورمولا 2 (1977) فورمولا هولدن (1995).